# Гаплогруппа HV2 (мтДНК)
Гаплогруппа HV2 — гаплогруппа митохондриальной ДНК человека.

## Распространение
Гаплогруппа HV2 встречается в различных популяциях Европы, Кавказа, Ближнего Востока, Центральной Азии и Индии. Её присутствие в этих регионах свидетельствует о древних миграциях и генетических связях между популяциями.
Кавказ
- армяне — 2,7 %, кубанские ногайцы — 1,5 %, черкесы — 0,8 %.[1]

Иран — 1,99 % (352)
- персы — 3,31 % (181), кашкайцы — 0,89 % (112)

## Палеогенетика

### Мезолит
- I1293 | HotuIIIb — M825671[3] — Hotu cave — Мазендеран, Иран — 9100–8600 BCE — М — J2a (J-M410) : HV2.[4]

### Железный век
Пазырыкская культура
- Be_12 — Берельский могильник, курган 36 — Казахстан — IV–III вв. до н.э. — HV2.[5]
- OKG-6[6] — Олон-Курин-Гол 6, курган 2 — Монголия — IV–III вв. до н.э. — HV2.[7][8]

Скифы-пахари
- UKR174 __ Petrykiv (burial 79) __ Петриков (Тернопольская область), Украина __ 359-104 calBCE (2169±29 BP, UBA-48173) __ Ж __ HV2.[9]

## Публикации
2010
- Литвинов С. С. Изучение генетической структуры народов Западного Кавказа по данным о полиморфизме Y-хромосомы, митохондриальной ДНК и Alu-инсерций. — Уфа, 2010. — 23 с.
- Pilipenko, A.S., Romaschenko, A.G., Molodin, V.I.; et al. (1 сентября 2010). Mitochondrial DNA studies of the Pazyryk people (4th to 3rd centuries BC) from northwestern Mongolia. Archaeological and Anthropological Sciences. 2 (4): 231–236. doi:10.1007/s12520-010-0042-z. {{cite journal}}: Явное указание et al. в: |author= (справка)Википедия:Обслуживание CS1 (множественные имена: authors list) (ссылка)

2012
- Пилипенко А.С., Молодин В.И., Ромащенко А.Г. Палеогенетический анализ останков носителей пазырыкской культуры из памятников Олон-Курин-Гол-6 и Олон-Курин-Гол-10 в Северо-Западной Монголии // Замёрзшие погребальные комплексы пазырыкской культуры на южных склонах Сайлюгема (Монгольский Алтай). — М.: «Триумф принт», 2012. — С. 347—364.

2013
- Derenko M, Malyarchuk B, Bahmanimehr A, Denisova G, Perkova M, Farjadian S, Yepiskoposyan L (Ноябрь 2013). Complete Mitochondrial DNA Diversity in Iranians. PLOS One. 8 (11): e80673. doi:10.1371/journal.pone.0080673. PMC 3828245. PMID 24244704.{{cite journal}}:  Википедия:Обслуживание CS1 (множественные имена: authors list) (ссылка) Википедия:Обслуживание CS1 (не помеченный открытым DOI) (ссылка)

2016
- Lazaridis, I., Nadel, D., Rollefson, G. et al. Genomic insights into the origin of farming in the ancient Near East. Nature (25 июля 2016).

2017
- Unterländer M., Palstra F., Lazaridis I. et al. Ancestry and demography and descendants of Iron Age nomads of the Eurasian Steppe. Nature Communications (3 марта 2017).

2025
- Saag L, Utevska O, Zadnikov S, et al. (Январь 2025). North Pontic crossroads: Mobility in Ukraine from the Bronze Age to the early modern period. Science Advances. 11 (2): eadr0695. doi:10.1126/sciadv.adr0695. PMC 11708899. PMID 39772694.